# U 26 (U-Boot, 1936)
U 26 war ein deutsches U-Boot vom Typ I A, das im Zweiten Weltkrieg von der Kriegsmarine eingesetzt wurde.

## Geschichte
Der Auftrag für das Boot wurde am 17. Dezember 1934 an die AG Weser in Bremen vergeben. Die Kiellegung erfolgte am 1. August 1935, der Stapellauf am 14. März 1936, die Indienststellung unter Kapitänleutnant Werner Hartmann am 11. Mai 1936.
Nach der Indienststellung gehörte das Boot bis zum 31. Dezember 1939 als Kampf-, Schul- und Frontboot zur U-Flottille „Saltzwedel“ in Wilhelmshaven bzw. zur U-Boots-Schulflottille. Bei der Neugliederung der U-Flottillen kam U 26 am 1. Januar 1940 zur 2. U-Flottille in Wilhelmshaven, bei der es bis zu seiner Versenkung am 1. Juli 1940 diente.
U 26 wurde auf sechs Unternehmungen eingesetzt, auf denen elf Schiffe mit einer Gesamttonnage von 55.692 BRT versenkt wurden.

## Einsatzstatistik
Erste Unternehmung
Das Boot lief am 29. August 1939 um 11:30 Uhr von Wilhelmshaven aus und am 26. September 1939 um 3:00 Uhr wieder dort ein. Auf dieser 28 Tage dauernden und 5.917 sm langen Unternehmung, in der Minen vor Portland gelegt wurden, sowie in der Biscaya und westlich von Irland, sanken durch Minen drei Schiffe mit zusammen 17.414 BRT und eine Korvette mit 530 t wurde beschädigt.
- 15. September 1939: Versenkung des belgischen Dampfers Alex van Opstal (5.965 BRT) (50° 32′ N, 2° 16′ W) durch einen Minentreffer. Er hatte 4.410 t Frachtgut geladen und befand sich auf dem Weg von New York nach Antwerpen. Es gab keine Toten.
- 18. September 1939: Beschädigung der britischen Korvette HMS Kittiwake (530 t) durch einen Minentreffer. Es gab 5 Tote und Verletzte.
- 7. Oktober 1939: Versenkung des niederländischen Dampfers Binnendijk (6.873 BRT) (50° 32′ N, 2° 20′ W) durch einen Minentreffer. Er hatte 4.410 t Frachtgut geladen und befand sich auf dem Weg von Boston über New York nach Rotterdam. Es gab keine Toten.
- 22. November 1939: Versenkung des griechischen Dampfers Elena R. (4.576 BRT) (50° 30′ N, 2° 21′ W) durch einen Minentreffer. Er hatte Getreide geladen und befand sich auf dem Weg von Rosario nach Antwerpen. Es gab keine Toten.

Zweite Unternehmung
Das Boot lief am 22. Oktober 1939 um 22:00 Uhr von Wilhelmshaven aus. Es gehörte zu einer U-Bootgruppe, die durch die gut gesicherte Straße von Gibraltar in das Mittelmeer eindringen und dort den alliierten Schiffsverkehr stören sollte. Neben U 26 gehörten das soeben überholte baugleiche U 25 und das kleinere U 53 zu dieser Gruppe. Kommandant Ewerth hatte in Wilhelmshaven Minen an Bord genommen, die jeweils eine Sprengladung von 560 kg (TMB-Minen) hatten und vor Gibraltar auf dem Meeresboden verankert werden sollten. Es gelang Ewerth, die Meerenge zu passieren und anschließend mehrere Tage mit U 26 im Mittelmeer zu patrouillieren. Am 13. November torpedierte Ewerth gegen vier Uhr morgens ein unidentifiziertes Schiff. Es wird angenommen, dass es sich hierbei um den französischen Frachter Loire gehandelt hat, der am Vortag Oran mit Kurs auf Dünkirchen verlassen hatte, dort aber nie eintraf. Ewerth musste seine Unternehmung wegen effizienter gegnerischer Sicherung abbrechen und kehrte am 5. Dezember 1939 um 22:00 Uhr nach Wilhelmshaven zurück.
Dritte Unternehmung
Das Boot lief am 29. Januar 1940 um 8:35 Uhr von Wilhelmshaven aus und am 1. März 1940 um 11:50 Uhr wieder dort ein. Auf dieser 33 Tage dauernden und zirka 3.500 sm langen Unternehmung im Nordatlantik wurden drei Schiffe mit insgesamt 10.580 BRT versenkt.
- 12. Februar 1940: Versenkung des norwegischen Dampfers Nidarholm (3.482 BRT) (50° 50′ N, 14° 10′ W) durch einen G7e-Torpedo. Er hatte Baumwolle und Grapefruit geladen und befand sich auf dem Weg von Tampa über Halifax nach Liverpool. Es gab keine Toten, 25 Überlebende.
- 14. Februar 1940: Versenkung des britischen Dampfers Langleeford (4.622 BRT) (51° 40′ N, 12° 40′ W) durch einen G7e-Torpedo. Er hatte 6.800 t Weizen geladen und war auf dem Weg von Boston über Halifax zum Tyne. Es gab vier Tote und 30 Überlebende.
- 15. Februar 1940: Versenkung des norwegischen Dampfers Steinstad (2.476 BRT) durch einen G7a-Torpedo. Er hatte unbekannte Ladung an Bord und befand sich auf dem Weg von Fethiye nach Aalvik. Es gab 13 Tote.

Vierte Unternehmung
Das Boot lief am 13. April 1940 um 15:00 Uhr von Wilhelmshaven zum Unternehmen Weserübung aus und am 25. April 1940 um 17:37 Uhr wieder dort ein. Auf dieser 13 Tage dauernden Fahrt im Zuge des Unternehmens Weserübung brachte das Boot Nachschub für die Wehrmacht nach Trondheim und ging dann auf Feindfahrt vor Norwegen. Es wurde ein Schiff mit 5.159 BRT versenkt.
- 21. April 1940: Versenkung des britischen Motorschiffs Cedarbank (5.159 BRT) (62° 49′ N, 4° 10′ O) durch einen Torpedo. Es hatte 400 t Militär-Nachschub, Munition und Fahrzeuge geladen und befand sich auf dem Weg von Leith nach Ålesund. Es gab 16 Tote und 30 Überlebende.

Fünfte Feindfahrt
Das Boot lief am 20. Juni 1940 von Wilhelmshaven aus und wurde am 1. Juli 1940 im Nordatlantik bei den Scilly-Inseln versenkt. Auf dieser elf Tage dauernden Unternehmung wurden wahrscheinlich drei Schiffe mit 11.206 BRT versenkt und ein Schiff mit 4.871 BRT beschädigt. Nach Busch und Röll „operierten U 26 und U 102 im fraglichen Gebiet. Es ist aber anzunehmen, dass U 26 den Konvoi OA-175 angriff“. Da beide Boote nicht von ihren Feindfahrten zurückkamen, ist nicht bestätigt, welches Boot welches Schiff versenkt hat.
- 29. Juni 1940: Versenkung des griechischen Dampfers Frangoula B. Goulandris (49° 59′ N, 11° 24′ W) (6.701 BRT). Der Dampfer fuhr in Ballast und war auf dem Weg von Cork nach St. Thomas. Es gab sechs Tote und 32 Überlebende. Das Schiff fuhr wahrscheinlich im Konvoi OA-175.
- 30. Juni 1940: Versenkung des norwegischen Dampfers Belmoira (48° 15′ N, 10° 30′ W) (3.214 BRT) durch einen Torpedo. Er fuhr in Ballast und war auf dem Weg von Rufisque nach Avonmouth. Das Schiff fuhr wahrscheinlich im Konvoi OA-175.
- 30. Juni 1940: Versenkung des estnischen Dampfers Merkur (48° 26′ N, 10° 58′ W) mit 1.291 BRT. Der Dampfer wurde durch einen Torpedo versenkt. Er hatte Grubenholz geladen und befand sich auf dem Weg von Lissabon nach Acton Grange. Das Schiff fuhr wahrscheinlich im Konvoi OA-175.
- 1. Juli 1940: Beschädigung des britischen Dampfers Zarian (4.871 BRT) durch einen Torpedo. Er fuhr in Ballast und war auf dem Weg von Southampton nach Dakar. Das Schiff fuhr im Konvoi OA-175.

## Verbleib
Ein Flugboot des Typs Short Sunderland „H“ des 10. RAF-Geschwaders entdeckte U 26 etwa 15 Minuten nach dem Angriff des U-Bootes auf die Zarian beim Wegtauchen. Durch Wasserbomben der britischen Korvette Gladiolus und des Flugboots verursachte Schäden zwangen die Besatzung zur Aufgabe ihres Bootes. Das Boot sank auf Position 48° 3′ N, 11° 30′ W im Marine-Planquadrat BE 6339, während die Besatzung durch die Sloop HMS Rochester gerettet wurde. Es gab keine Toten und 48 Überlebende.
Unteroffiziere und Mannschaften wurden als Kriegsgefangene nach Schottland in das Duff House (Prisoner of War Camp No5) gebracht, wo es am 22. August 1940 zu einer irrtümlichen Bombardierung durch eine Heinkel He 111 der Luftwaffe kam. Sechs Besatzungsangehörige fanden dabei den Tod.